# Meester van Baltimore

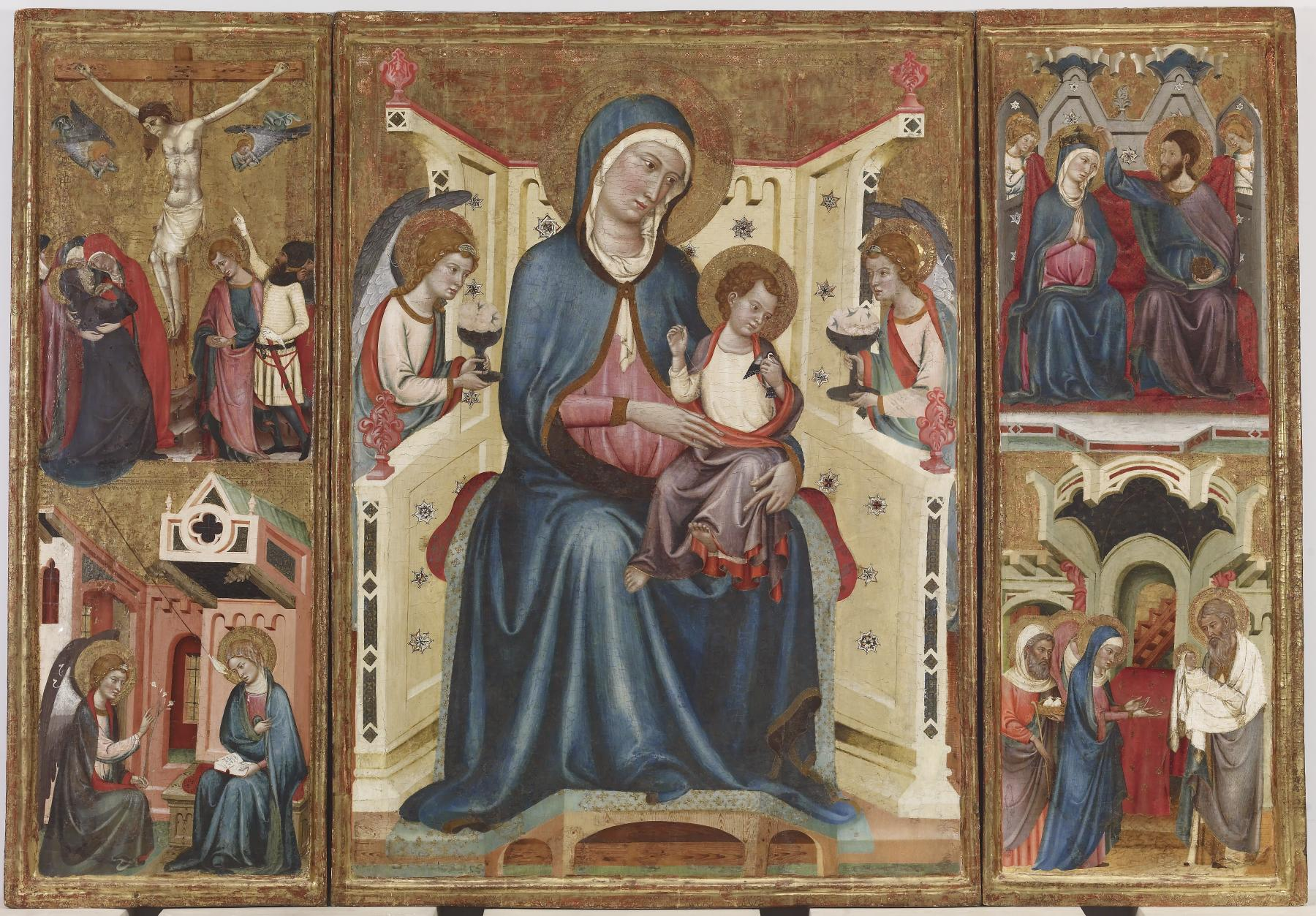
Triptiek van de Madonna met kind, Walters Art Museum in Baltimore (Maryland).

De Meester van Baltimore is de noodnaam van een  kunstschilder en miniaturist actief in Catalonië omstreeks het midden van de 14e eeuw. Hij werkte in de omgeving van Arnau Bassa en diens vader Ferrer Bassa in Barcelona. Hij kreeg zijn naam naar een triptiek met een Madonna met kind en taferelen uit het leven van Maria, aan hem toegeschreven, die wordt bewaard in het Walters Art Museum in Baltimore (Maryland). Volgens Rosa Alcoy i Pedros zou deze meester afkomstig kunnen zijn uit Ligurië. Er is een hypothese die hem identificeert met de beeldhouwer Jaume Cascalls. Hij zou dan de schoonzoon van Ferrer Bassa zijn en zo betrokken zijn geraakt bij enkele werken van diens atelier, maar deze hypothese wordt zeker niet algemeen aanvaard.
Zijn stijl komt zeer goed tot uiting in de miniaturen die hij maakte voor het getijdenboek van Maria van Navarra. Hij geeft aan deze miniaturen een plastische, haast sculpturale kwaliteit. Een voorbeeld daarvan kan men zien in de miniatuur van de Visitatie, waar de gedetailleerd weergegeven en gemodelleerde personen, geïntegreerd met de architecturale achtergrond, resulteren in een driedimensionale afbeelding.   
In het begin van de 14e eeuw begon de Italiaanse en in het bijzonder de Sienese kunst de Catalaanse schilders sterk te beïnvloeden. Door de aanwezigheid van Italiaanse kunstenaars in Avignon en Catalonië, de banden met Majorca en de reizen van Catalaanse kunstenaars naar Italië, zoals Ferrer Bassa tussen 1325 en 1332, werd de invloed van de Italiaanse kunst op de Catalaanse stijl belangrijker. Na de dood van Ferrer en Arnau Bassa in 1348 kwamen een aantal kunstenaars die in hun stijl werkten naar voren. De belangrijkste daarvan waren de Meester van Baltimore en Ramon Destorrents.

## Galerij

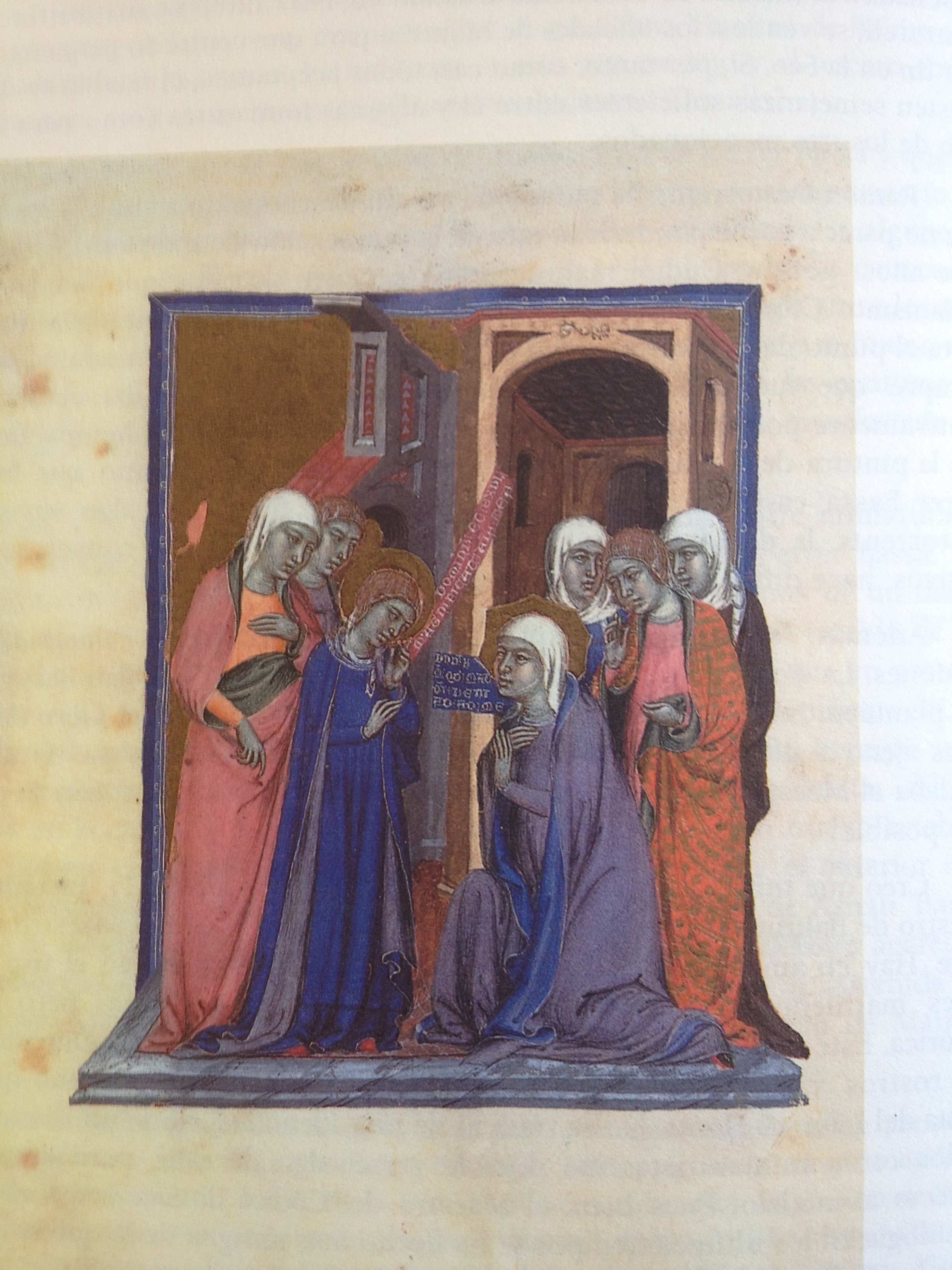
Visitatie, Getijdenboek van Maria van Navarra, Biblioteca Marciana, Venetië
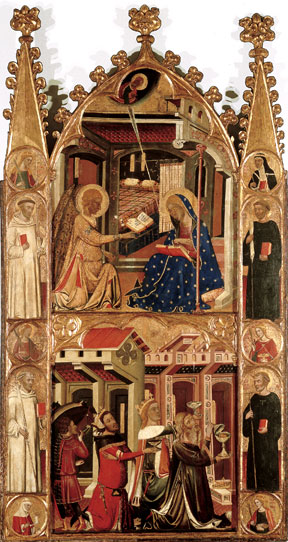
Annunciatie en Aanbidding der wijzen, Museu Nacional d'Art de Catalunya, Barcelona
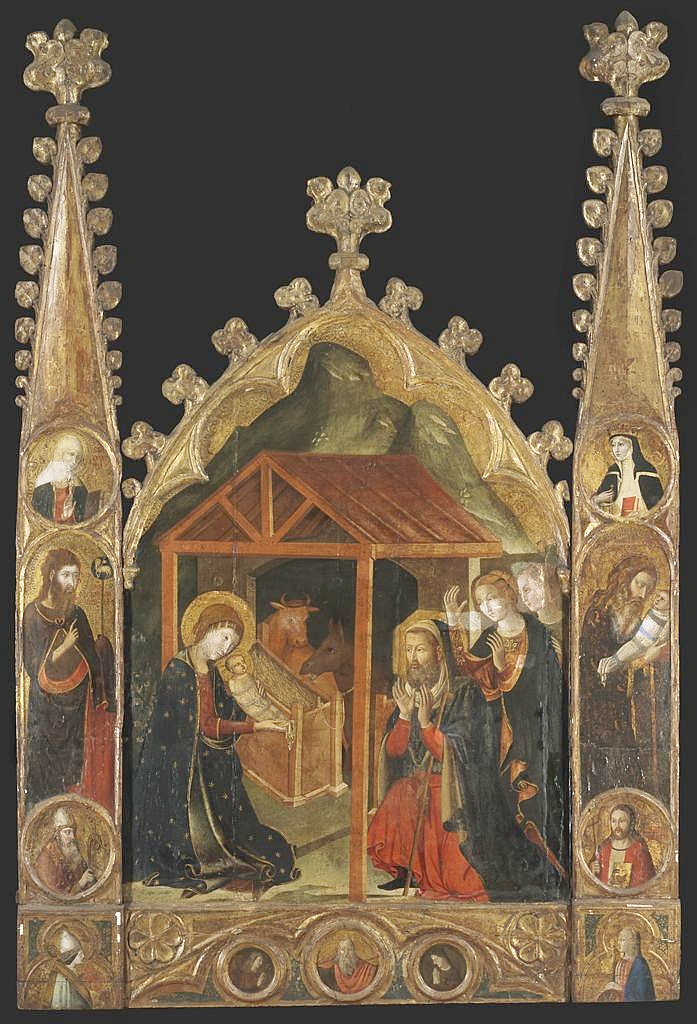
Geboorte van Christus, Fogg Art Museum, Cambridge (MA)

## Weblinks
- Madonna met kind. Afbeelding en notitie van het Walters Art Museum.
- Geboorte van Christus, Afbeelding en notitie van het Harvard Art Museum

- Union List of Artist Names: 500039638
- Virtual International Authority File: 95935139
- WorldCat: E39PBJjt9Xjq3Qp7B6HjwH74MP